# Rimóczi Márta
Rimóczi Márta (Budapest, 1962. június 2.) balettmester.
Édesanyja Rimócziné Hamar Márta egyetemi docens, apja Rimóczi Gábor gépészmérnök. Nagyapja Rimóczi József művésztanár és festőművész. Húga Rimóczi Veronika pedagógus. A szegedi Tömörkény István Gimnázium és Szakközépiskola színpadi tánc szakán végzett. Tanulmányait a Táncművészeti Főiskolán folytatta (1988-1992), ahol megszerezte a balettmester végzettséget. Ezt megelőzően táncolt a debreceni Csokonai Színházban (1980-1983), a kecskeméti Katona József Színházban és a győri Kisfaludy Színházban. Szerepelt a Dárday-Szalai rendezőpáros 1982-ben készített Átváltozás című filmjében. 1983 nyarán Szörényi-Bródy István, a király című rockoperájában is feltűnt, mint udvarhölgy. 1985 óta Szolnokon tanít balettet és karaktertáncot. 1999-ben vette át a Réti Piroska-díjat, majd 2001-ben a Magyar Táncpedagógusok Országos Szövetsége nívódíjában részesült.